# Нежин
Не́жин (укр. Ніжин) — город в Черниговской области Украины, административный центр Нежинского района и Нежинской городской общины. До укрупнения одноимённого района в 2020 году был его центром, но не входил в его состав, будучи городом областного значения. Расположен на берегах реки Остёр в 83 км от Чернигова и 126 км от Киева.

## История

### Киевская Русь
Местность, на которой расположен современный город, была заселена ещё в глубокой древности. Об этом свидетельствуют обнаруженные археологами в окрестностях города древние поселения эпохи бронзы, раннего железного века и древних славян. Во время археологических раскопок в 1989—1991 годах на территории города найдены следы двух древнерусских городищ (урочища «Замок» и «Городок») и многих сельских поселений Х—XIII веков. В «Повести временных лет» под 1078 годом упоминается «Нежатина нива», место битвы между русскими князьями. Битва «в селе» на Нежатиной ниве упоминается также в «Слове о полку Игореве». Ряд исследователей полагает, что первое название Нежина была «Нежатин», а местность носила название «Нежатина нива». В 1135 «град Нежатин» упоминается среди городов, сожжённых половцами.
С 1147 года предположительно упоминается как Уненеж («Когда же услышали другие города, — Уненеж, Белая Вежа, Бохмач, — что Всеволож взят»). В XII веке Уненеж был укреплённым пунктом Черниговского княжества. Вместе с тем, неопровержимые доказательства локализации Нежатина и Уненежа на территории современного Нежина на сегодня отсутствуют. В октябре 1239 года древнерусское гнездо поселений на территории Нежина было сожжено отрядом чингизида Мунке по дороге на Чернигов. Почти полтора века здесь кочевали никому не подчинённые ватаги бродников.

### 1320—1618
В 1320 году Нежинское городище вошло в состав Великого Княжества Литовского, в 1471 году стало центром староства в Киевском воеводстве. В результате русско-литовской войны 1500—1503 годов поселение в составе чернигово-северских земель по Благовещенскому перемирию отошло Русскому государству.
В 1514 году в письменных источниках впервые упомянут под названием Нежин. В Смутное время был захвачен польскими войсками.

### 1618—1654
Согласно Деулинскому перемирию, в составе Северской земли Нежин перешёл под власть Польши и вошёл в состав Киевского воеводства. В 1625 году по распоряжению польского короля Сигизмунда III здесь была возведена дерево-земляная Нежинская крепость. 26 марта 1625 года Нежину предоставили Магдебургское право, земельные владения и герб с изображением Георгия Победоносца. Создаётся городское самоуправление во главе с войтом. В документах первой четверти XVII в. говорится о Нежине-крепости с 11 башнями. До 1648 года Нежинское староство принадлежало командующему польскими войсками Николаю Потоцкому и ежегодно выплачивало ему до 300 тыс. злотых.
В ходе восстания Хмельницкого в июне 1648 года Нежин заняли повстанцы, после чего город стал центром Нежинского полка. В 1649 году казаки Нежинского полка принимали участие в походе на Кодак. По условиям Зборовского мирного договора 1649 года Нежин был возвращён Польше, но возвращение польской и литовской шляхты стало причиной восстания 1650 года. По условиям Белоцерковского мирного договора 1651 года Нежин был возвращён в состав Речи Посполитой. В 1654 году по решению Переяславской Рады Нежин в составе Левобережья вошёл в состав России.

### 1654—1917

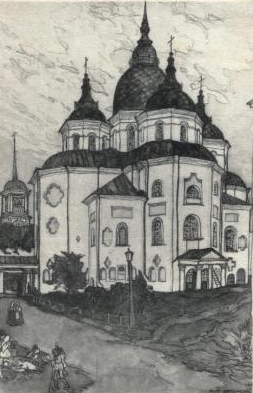
Николаевский собор — один из самых ранних образцов Украинского барокко

По переписи 1654 года в Нежине проживали 11 600 человек (в Киеве тогда же — 7800 человек). В 1658 году нежинские казаки участвовали в восстании М. Пушкаря, в 1659 году — в восстании Ивана Богуна. 17—18 июня 1663 года в Нежине состоялась Чёрная рада, на которой гетманом Левобережной Украины был избран Иван Брюховецкий. После измены гетмана Брюховецкого в 1668 году город взяли русские войска под командованием князя Ромодановского. Нежинцы вместе с русскими стрельцами ходили на Крым (1687 и 1689 годы), на Азов (1695—1696), бились со шведами во время Северной войны 1700—1721 годов
В XVII—XVIII века, благодаря расположению на торговых путях между Польшей, Турцией, Москвой, Нежин становится многонациональным городом. Здесь жили украинцы, русские, греки, болгары, евреи, турки, персы, немцы, поляки. С 1650-х годов значительное влияние в Нежине получили приглашённые в город греческие купцы; в 1657 году Богдан Хмельницкий специальным универсалом предоставил им большие льготы в торговле. В 1675 году греческие купцы основали здесь свою колонию. Поселившись в Нежине, греки начали интенсивную торговлю суконными изделиями, тканями, золотом, серебром. Они имели собственный магистрат, суд, церковь, школу. Статистические данные свидетельствуют, что больше всего греков было в 1746 году — 1800 человек (7 % населения города). В 1696 году был основано Греческое братство, которое в первой половине XVIII веке реорганизовали в греческую купеческую общину.
Во второй половине XVII века Нежин становится известным как торговый центр. Крупнейшими и наиболее известными были Троицкая, Покровская и Всеядная (на Масленицу) ярмарки, каждая из которых длилась по 2—3 недели. На нежинские ярмарки местные чумаки привозили соль из Крыма, тарань с Дона, а туда отвозили нежинские огурцы. Высоко ценилось мастерство нежинских кузнецов, оружейников, мастеров золотых дел, сапожников, ткачей.
Со второй половины XVII века и в XVIII веке Нежин имел налаженные связи с рынками Украины, России, Молдавии, Крыма, Германии, Австрии, Италии, Турции. Афанасий Шафонский конце XVIII века в своём «Черниговского наместничества топографическом описании…» отмечал, что в Нежин привозили из Москвы, Казани, Оренбурга и Сибири меха, шубы, мануфактуру, из Астрахани, Саратова и Царицына — красную свежую и засоленную рыбу и икру, из Таврической области —соль и сырые овчины, из Гданьска — тонкие голландские, французские, английские сукна и шампанское вино и «сученое золото», из Санкт-Петербурга — сахар, кофе, шёлковые, шерстяные и бумажные мелкие товары, из Кёнигсберга — шёлковые и шерстяные французские и немецкие товары (атлас, бархат, тафта, батист, ситцы и полуситцы, кисея, чулки, камлоты), полотна голландские и немецкие, шейные и носовые платки, из Лейпцига — саксонский фарфор и шёлковые, шерстяные и галантерейные товары, из Турции — шелк, кумач, табак, сафьян, мыло, из Венгрии и Молдавии — красные и белые вина, чернослив, грецкие орехи и «соль земляную окницкую», из Александрии — ладан, из Константинополя — жемчуг. Годовой оборот нежинских ярмарок «точно показать не можно, а можно оный до полумиллиона считать», что было очень высоким показателем для тех времён. В XVII веке город занимал преимущественное место в торговле с Москвой и был одним из ведущих центров внутренней и внешней торговли (в 1694 году Нежин продал Москве товаров на сумму 6970 руб., тогда как Киев — на 5102 руб.) В 1780-е годы годовой товарооборот трёх нежинских ярмарок составил 1 млн 800 тыс. руб.

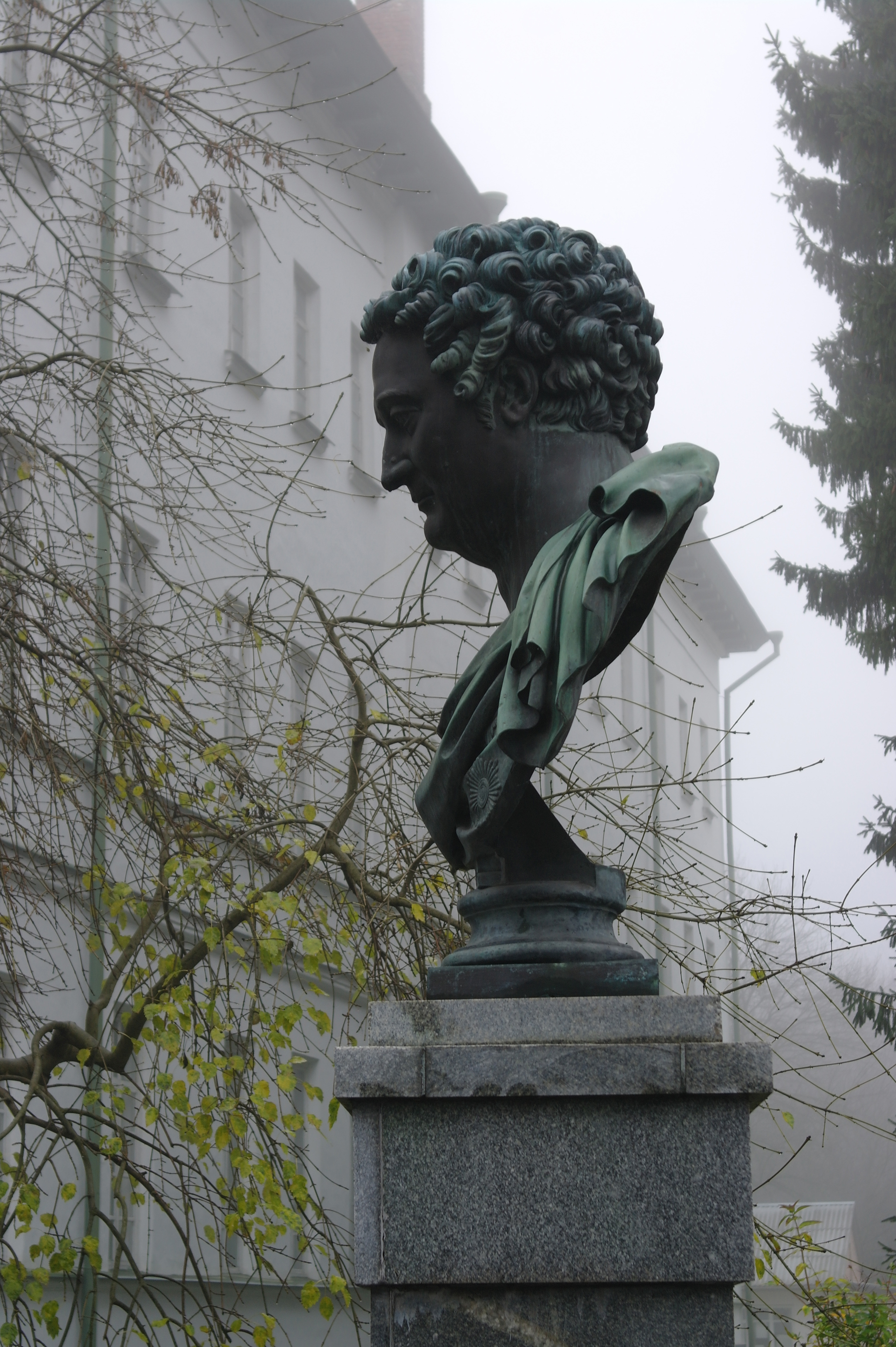
Бюст министра Безбородко

В 1692 году воеводой в Нежине был И. П. Савёлов.
В 1708 году Нежин в ходе первой губернской реформы Петра I вошёл в состав Киевской губернии. В 1781 году Нежин был включён в состав Черниговского наместничества, в 1796 году стал центром Нежинской волости и Нежинского уезда Черниговской губернии.
В 1745—1749 годах под руководством французского инженера была построена новая крепость с пятью бастионами (сгоревшая в 1797 году). В 1777 году в городе отставным врачом Изюмского гусарского полка греком М. Лигдой впервые на Левобережной Украине была открыта аптека.
В первой половине XIX века Нежин становится образовательным и научным центром. Начальное образование в городе развивалось ещё в XVII веке (первую школу открыли в 1687 году) — приходские школы, школа греческого братства, малое народное и уездное училище давали первые знания нежинцам. В 1820 году была открыта Гимназия высших наук князя Безбородко. В 1826 году при гимназии открыли театр. В 1831 году Магдебургское право было юридически упразднено указом Николая I. Во второй половине XIX века в городе начинается развитие промышленности, но до 1917 года её значение оставалось небольшим.
В 1852 году на окраине города, на Магерках, найден знаменитый Нежинский клад старинных монет — 200 серебряных монет, одна часть которых относится к эпохе киевского князя Владимира, а другая часть — к эпохе Ярослава Мудрого. 28 монет были отправлены в Эрмитаж, 31 — в нумизматическую коллекцию Киевского университета. В 1873 году в городе обнаружили крупный клад римских серебряных денариев IV века.
В 1868 году через город была проложена железная дорога Ворожба — Бровары, в 1869 году начала работу станция Нежин Курско-Киевской железной дороги. В 1881 году в городе открыли первый в Российской империи памятник Николаю Гоголю.
По данным переписи 1897 года в Нежине жили 32 113 человек, из них 21 733 (67,68 %) указали украинский (в переписи — «малорусский») язык родным, идиш («еврейский») — 7 578 (23,60 %), русский («великорусский») — 2 366 (7,36 %), другие языки — 436 (1,36 %).
В 1904 году в городе возникла группа РСДРП. Во время революции 1905 года 18 октября 1905 года в городе прошла трёхтысячная политическая демонстрация, на следующий день после которой реакционные силы города совершили погром, от которого пострадали участники демонстрации и еврейское население города.
В 1913 году состоялись демонстрационные полёты Сергея Уточкина, которые наблюдал маленький Сергей Королёв, и рекордный перелёт Петра Нестерова Киев-Остёр-Козелец-Нежин-Киев. В августе 1914 года Нежинское сельскохозяйственное общество начало издание еженедельной газеты «Нежинец» (выходившей до 1917 года). В 1915 году начал работу конный трамвай (конка). 28 августа 1917 года был выпущен первый номер «Известий Нежинского Совета рабочих депутатов».

### 1918—1991

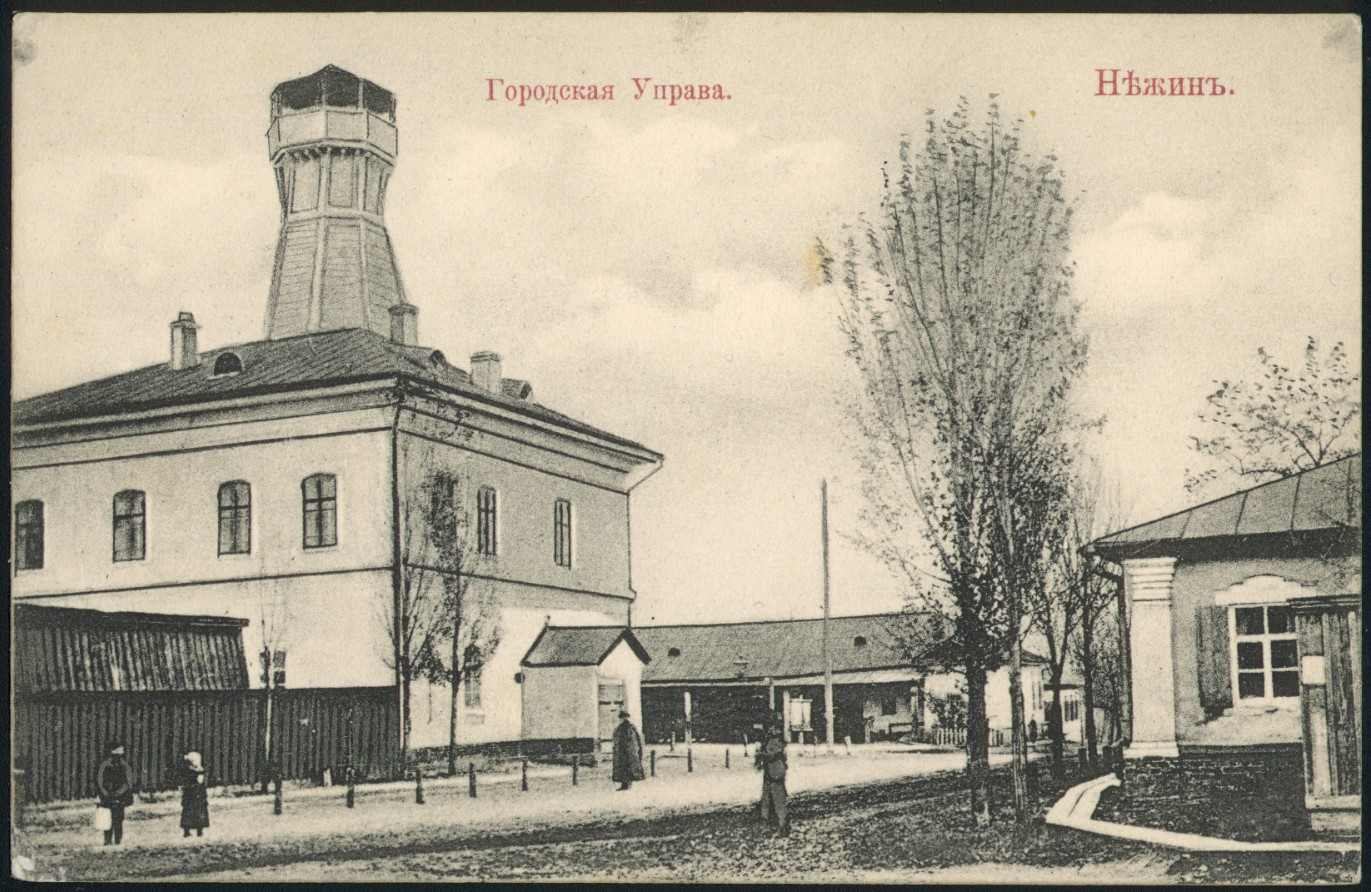
Городская управа, 1910

18 (31) января 1918 года в Нежине была установлена Советская власть, 5 марта 1918 года город был оккупирован наступавшими австро-немецкими войсками, которые оставались здесь до ноября 1918 года. В городе действовал подпольный ревком, в ночь на 6 августа 1918 года началось Нежинское вооружённое восстание, в ходе которого 9 августа 1918 город заняли партизаны, но после привлечения дополнительных войск восстание было подавлено оккупантами. В декабре 1918 года Нежин заняли войска Украинской директории, 23 января 1919 года — Таращанский полк и кавалерийский эскадрон Нежинского полка РККА.
С 28 августа до 21 ноября 1919 года город находился под контролем войск ВСЮР. 19 ноября 1919 года части 12-й армии вышли на рубеж реки Остёр севернее Нежина и в ночь с 20 на 21 ноября 1919 года заняли город. В годы гражданской войны Нежин был очень сильно разрушен.
В 1919 году возобновлено издание городской газеты.
По данным переписи 1926 года, украинцы составляли 76,8 % населения города, евреи — 16,1 %, русские — 5,6 %. Украинский язык родным назвали 68,7 % населения Нежина, еврейский — 13,2 %, русский — 16,7 %.
В 1928 году в соответствии с планом ГОЭЛРО была введена в строй электростанция.
В 1939 году здесь действовали обозостроительный завод, овощеперерабатывающий завод, маслобойный завод, маслодельный завод, педагогический институт и 3 техникума.
В ходе Великой Отечественной войны осенью 1941 года в районе города шли тяжелые оборонительные бои. 13 сентября 1941 года Нежин был оккупирован наступавшими немецкими войсками. В период оккупации в городе действовала советская подпольная комсомольско-молодёжная организация под руководством слепого юриста Я. П. Батюка. В июне 1943 года подпольщики были арестованы гитлеровцами и расстреляны.15 сентября 1943 г. в ходе Черниговско-Припятской операции Нежин был освобождён войсками 7-го гвардейского механизированного корпуса 60-й армии Центрального фронта. В годы оккупации в карьере кирпичного завода фашисты расстреляли пять тысяч жителей города, 415 нежинцев были угнаны на принудительные работы в Германию. После окончания боевых действий началось восстановление города.
По состоянию на начало 1954 года здесь действовали механический завод, обозостроительный завод, овощеперерабатывающий завод, маслодельный завод, швейная фабрика, педагогический институт, 3 техникума, акушерская школа, 10 средних и 5 семилетних школ, 2 библиотеки, Дом культуры, кинотеатр и 7 клубов.
В 1982 году здесь действовали завод «Прогресс», завод сельскохозяйственного машиностроения, механический завод, лакокрасочный завод, завод резиновых изделий, уксусный цех, цех колбаных изделий, завод строительных материалов, мебельная фабрика, швейная фабрика, фабрика художественных изделий, производственно-аграрное объединение консервной промышленности, ПО продтоваров, молочный завод, пивоваренный завод и ещё несколько предприятий пищевой промышленности, райсельхозтехника, райсельхозхимия, 2 комбината бытового обслуживания, педагогический институт, техникум механизации сельского хозяйства, медицинское училище, культурно-просветительское училище, 3 ПТУ, 17 общеобразовательных школ, музыкальная школа, спортивная школа, 5 больниц и 3 иных лечебных учреждения, Дом культуры, 5 клубов, 3 кинотеатра, драматический театр, 5 библиотек, краеведческий музей и музей Н. В. Гоголя.
В январе 1989 года численность населения составляла 80 553 человек, основой экономики являлись предприятия машиностроения, химической, лёгкой и пищевой промышленности. В 1991 году численность населения города составляла 82 тыс. человек.

### После 1991

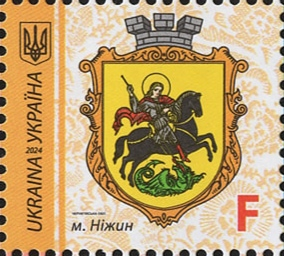
Стандартная марка с символикой города в серии «Гербы городов, поселков и сел Украины», Почта Украины, 2024 год.

С 1996 года в Нежине восстановили ежегодную Покровскую ярмарку, вторую по масштабам после Сорочинской. Летом 2008 года остановил работу пивоваренный завод, в 2010 году — закрыта мебельная фабрика.
16 декабря 2020 года Верховная Рада Украины приняла постановление об изменении границ города. В результате Нежин расширился на 725 га.

## Население
| 1654   | 1782   | 1833   | 1840   | 1897   | 1926   | 1939   | 1959   | 1970   | 1979   | 1989   | 2001   | 2017   |
| ------ | ------ | ------ | ------ | ------ | ------ | ------ | ------ | ------ | ------ | ------ | ------ | ------ |
| 11 600 | 11 104 | 13 229 | 18 312 | 32 113 | 37 345 | 39 348 | 46 211 | 56 320 | 69 533 | 80 533 | 76 625 | 71 078 |

По данным переписи 1926 года, украинцы составляли 76,8 % населения города, евреи — 16,1 %, русские — 5,6 %.
По данным переписи 2001 года, украинцы составляли 90,23 % населения Нежина, русские — 7,13 %.

### Языковой состав
Родной язык населения по данным переписи 1897 года:
| Язык                       | Численность, чел. | Доля     |
| -------------------------- | ----------------- | -------- |
| Украинский («малорусский») | 21 733            | 67,68 %  |
| Идиш («еврейский»)         | 7 578             | 23,60 %  |
| Русский («великорусский»)  | 2 366             | 7,36 %   |
| Другие                     | 436               | 1,36 %   |
| Итого                      | 32 113            | 100,00 % |

По данным переписи 1926 года, украинский язык родным назвали 68,7 % населения Нежина, еврейский — 13,2 %, русский — 16,7 %.
Родной язык населения по данным переписи 2001 года:
| Язык       | Численность, чел. | Доля     |
| ---------- | ----------------- | -------- |
| Украинский | 68 101            | 89,54 %  |
| Русский    | 6 761             | 8,89 %   |
| Другое     | 1 197             | 1,57 %   |
| Итого      | 76 059            | 100,00 % |

Украинский язык является основным и единственным официальным языком города.
Вторжение России на Украину спровоцировало новую волну украинизации в городе, всё больше людей предпочитают говорить на украинском языке.
По данным Государственной службы статистики Украины в 2023/24 учебном году все 89 872 учащихся в учреждениях общего среднего образования в Черниговской области обучались в украиноязычных классах.

## Экономика

### Промышленность
Современный Нежин — крупный промышленный центр. В городе работают 16 предприятий и фирм из 9 отраслей промышленности и торговли:
- машиностроение:
  - НПК «Прогресс» — производство фототоваров, охотничьих прицелов, медицинского оборудования, хозяйственных товаров;
  - Нежинский механический завод;
  - Нежинский завод сельскохозяйственного машиностроения;
  - Нежинский ремонтный завод инженерного вооружения[27];
  - Предприятие объединения граждан «Нежинское учебно-производственное предприятие „УТОС“»[28] — крышки металлические для домашнего консервирования, электровыключатели, электронные розетки, гвозди, прищепки, удлинители.
- пищевая:
  - Нежинский консервный завод;
  - ПАО «Нежинский хлебозавод» — производство хлебобулочных, кондитерских и макаронных изделий;
  - ГП «Нежинский комбинат хлебопродуктов»;
  - ЧАО «Нежинский жиркомбинат» — производство и продажа олифы, лаков, масла, жмыха.
- медицина:
  - ТОВ «Лаборатории приборов сканирования» — производство медицинской аппаратуры, оптических и электронных приборов, резинотехнических средств;
  - ТОВ НВП «Метекол» — производство продукции медицинского использования и учебные тренажеры.
- лёгкая:
  - ЗАО «ДиСи Нежинка» — проектирование и производство спецодежды;
  - Общество с ограниченной ответственностью «Фабрика „Деснянка“»[29]
- химическая: Частное акционерное общество «Нифар»[30] — производство и поставки лакокрасочных материалов, моющих паст, средств защиты растений;
- деревообрабатывающая:
  - ПВКФ «Курьер»;
  - ПрАТ «Нежинская мебельная фабрика»[31]
- строительная:
  - Нежинский кирпичный завод[32];
- полиграфия:
  - ТОВ «Аспект — Полиграф».
- торговля:
  - ТОВ «Фирма ЛАКС» — одна из крупнейших фирм в сфере оптовой торговли медикаментами.
- сфера услуг:
  - ТОВ «НежинТеплоСеть» — монополист г. Нежин (производство и поставка тепловой энергии, предоставления услуг по горячему водоснабжению).

### Транспорт

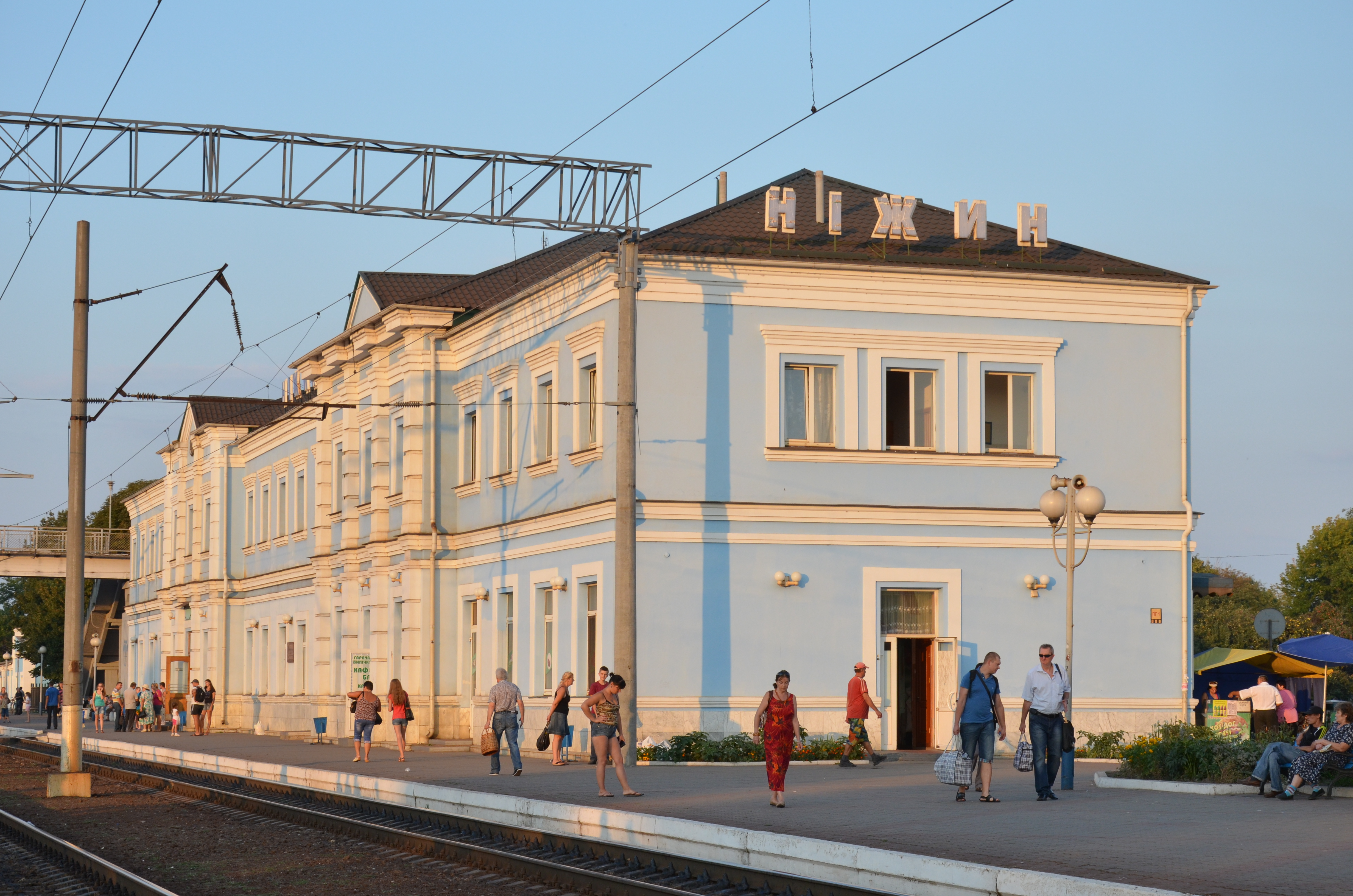
Нежинский железнодорожный вокзал

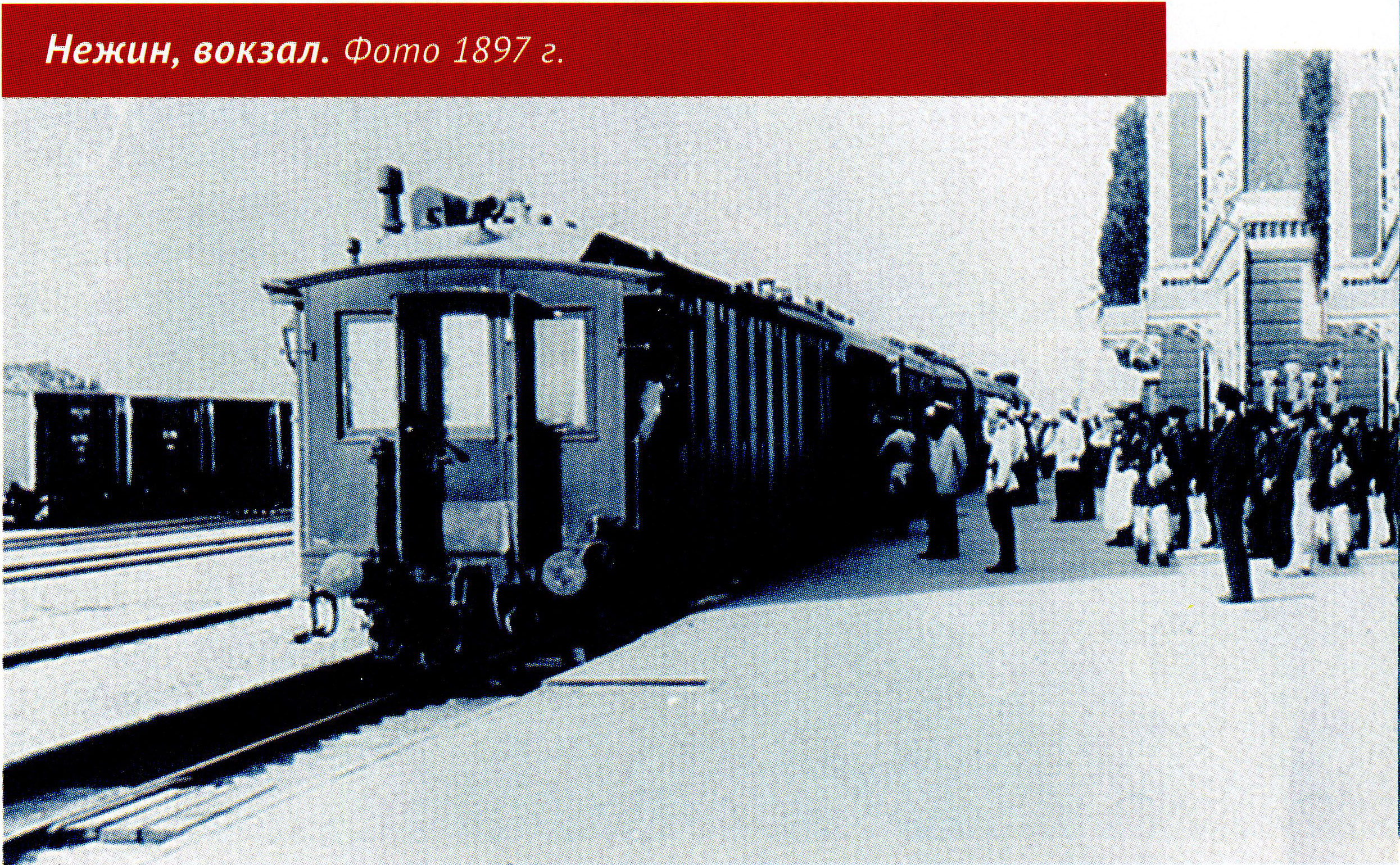
Посадка на поезд, Нежинский вокзал (1897)

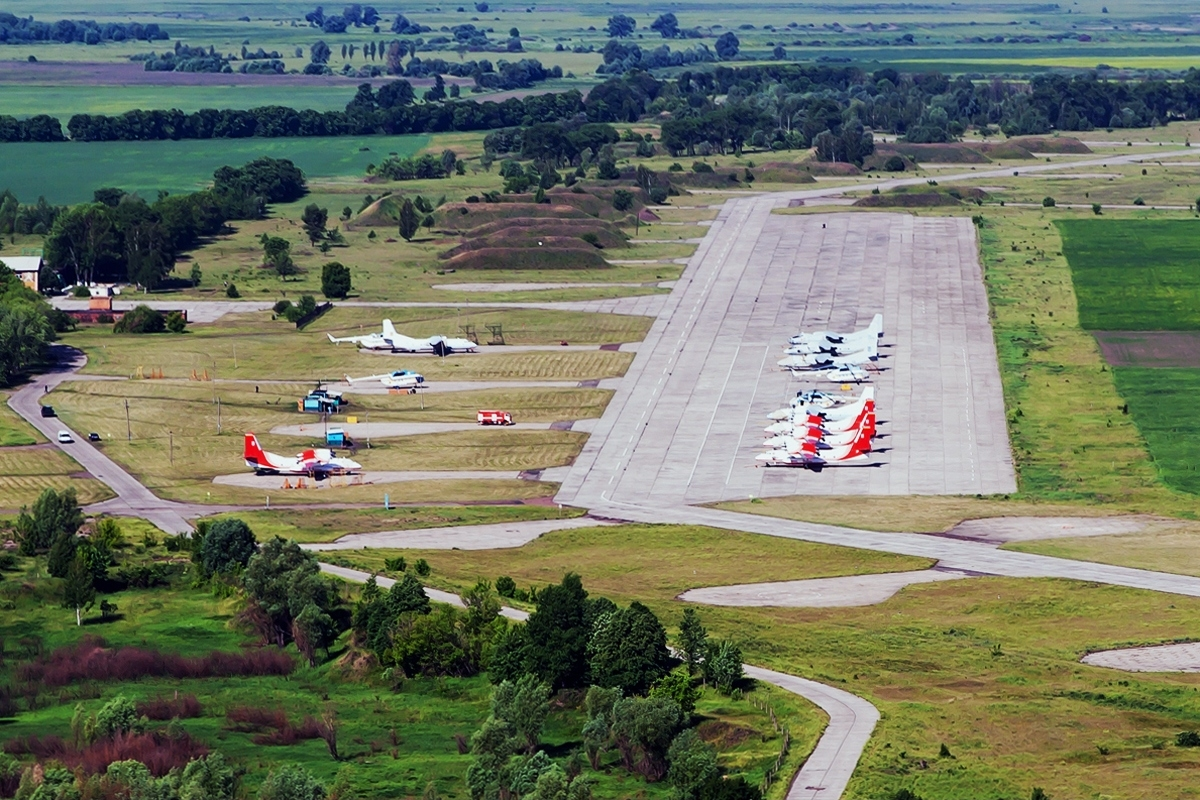
Нежинская авиабаза

Нежин — важный железнодорожный и автомобильный транспортный узел.
В настоящее время от станции Нежин Юго-Западной железной дороги поезда следуют в четырёх направлениях: на Киев, на Конотоп через Бахмач (оба направления построены до революции сразу в двухпутном варианте), с 1925 года добавлено черниговское и с 1930 года — на Прилуки (последние два направления строились в одноколейном варианте). Неэлектрифицированной до сих пор остаётся ветка на Прилуки. Таким образом, через узловую станцию Нежин Юго-Западной железной дороги курсируют пассажирские потоки Киев—Конотоп—Хутор Михайловский, Неданчичи—Славутич—Чернигов—Нежин—Киев и дизель-поезд Нежин—Прилуки. До электрификации участка Чернигов—Нежин через станцию Нежин утром и вечером следовал дизель-поезд Чернигов—Прилуки (и дважды Прилуки—Чернигов). По окончании реконструкции и электрифицикации участка Чернигов—Нежин (1999—2000) создан бесстыковой путь. Открыто движение электропоездов повышенной комфортности серии ЭД9М, ЭПЛ9Т по маршруту Неданчичи—Славутич—Чернигов—Нежин—Киев и электропоезда серии ЭР9М, ЭР9Т — «Чернигов—Нежин» и «Чернигов—Киев».
Кроме того, в районный центр Черниговской области Прилуки дважды в течение суток следовал пригородный поезд «Чернигов—Прилуки» (участок Чернигов—Нежин преодолевался электровозом, затем на станции Нежин производилась смена локомотива на тепловоз). Поезд был составлен из списанных плацкартных и купейных вагонов, переоборудованных для пригородного сообщения. Каждый вагон сопровождал проводник, так как непереоборудованные двери вагонов по-прежнему открывались вручную. Поезд останавливался часто (пассажиропоток был значительным — люди ехали на рынок, расположенный в Прилуках и обратно), а посадка-высадка затруднялась узкими, неприспособленными для пригородных перевозок тамбурами. Пока все проводники поезда не давали «отмашки» состав не мог отправиться со станции. Всё это привело к изменению схемы перевозок: поезд «Чернигов—Прилуки» был отменён, а взамен была создана кросс-платформенная пересадка с электропоезда ЭР9, прибывающего из Чернигова в ожидающий дизель-поезд ДР1А, следующий на Прилуки (и соответственно в обратном направлении). После этого, скорость движения увеличилась, но райцентр Прилуки потерял прямое железнодорожное сообщение с областным центром.
Одновременно был укорочен маршрут «гражданских» электричек «Чернигов—Киев» до «Чернигов—Нежин» с последующей пересадкой на электропоезда Киевского или Конотопского направления (для электропоездов на Конотоп построена дополнительная платформа). Примечательным является факт наличия на узловой станции Нежин Юго-Западной железной дороги функционирующего поворотного треугольника, позволяющего разворачивать целые составы с помощью двух локомотивных бригад. Поворотный треугольник расположен между Черниговским и Конотопским направлениями. Локомотивное депо станции Нежин обслуживает тепловозы, электровозы, дизель- и электропоезда.
В непосредственной близости от станции (достаточно перейти по пешеходному мосту над путями) расположен автовокзал, обеспечивающий автобусным сообщением прилегающие областные центры и населённые пункты.
Недалеко от города расположена военная авиабаза — Специализированный авиационный отряд ГСЧС Украины.
В настоящее время общественный транспорт Нежина представлен исключительно маршрутным такси.

### Связь
Услуги Интернет в Нежине предоставляют:
- по технологии (GPON): Юасити — www.uacity.net[34][35]
- по технологии (Ethernet FTTH): Киевстар, Датагруп — www.domtele.com, ИНТЕЛ-СЕРВИС — intelservis.com
- по технологии (ADSL): Укртелеком
- по технологии (4G): Киевстар, Lifecell, Vodafone (ранее — МТС)
- по технологии (Wi-Fi): ИНТЕЛ-СЕРВИС — intelservis.com, Интертелеком

### Телевидение
ООО Телерадиокомпания «Эпсилон» — оператор кабельного телевидения, интернет-провайдер, работает в Нежине с 2000 года. Предоставляет услуги кабельного телевидения (DVB-C, аналоговое ТВ).

### Газеты и журналы
- газета «Нежинский вестник»;
- газета «Нежинский рынок», основана в августе 1996 года;
- Нежинское представительство (2011) Черниговской Медиа Группы (GMG), в состав которой входят две газеты Нежина: «ОГОлошення Ніжина», «В кожен дім — Ніжин». Медиа Группа представляет собой объединение печатных и электронных средств массовой информации (8 газет), а также предприятий и проектов, связанных с медиа.

## Образование
В городе действует Нежинский государственный университет имени Николая Гоголя и Нежинский агротехнический институт, осуществляют свою работу колледжи — агротехнический и медицинский.

## Достопримечательности

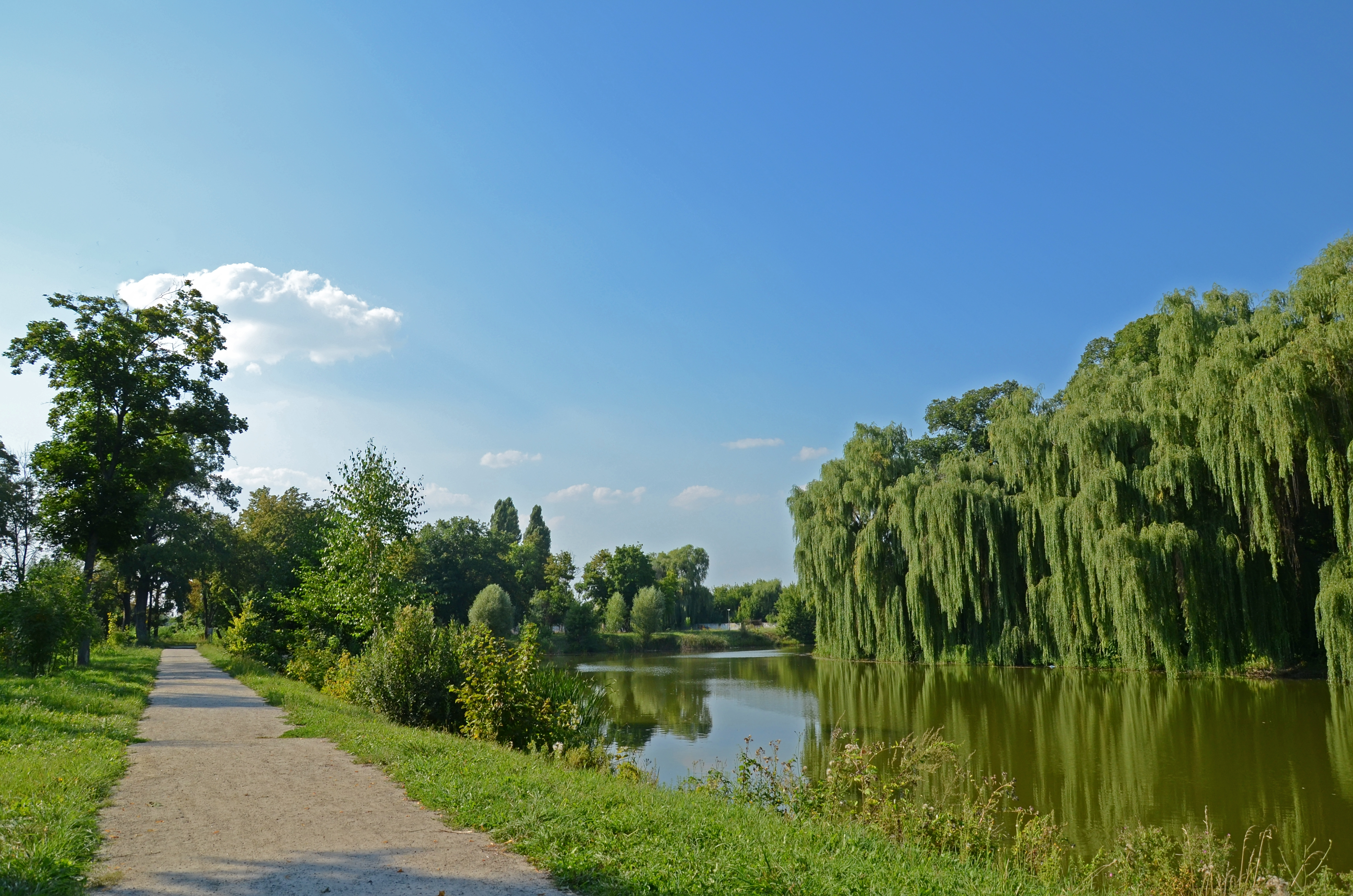
Графский парк

Нежин во многом сохранил планирование и застройку XVII—XVIII веков и характерные черты своего исторического прошлого. По подсчётам специалистов, в городе есть до трёхсот исторических зданий, из которых более семидесяти имеют большую культурную и историческую ценность. На государственном учёте находится 6 памятников археологии, 55 — истории, 12 — монументального искусства. На правом берегу Остра (урочище «Городок») сохранились следы курганных могильников и городища периода Киевской Руси.
Древнейшими памятниками архитектуры являются Николаевский собор, Благовещенский собор, Пантелеимоно-Василиевская церковь, Церковь Иоанна Богослова, Покровская, Введенский, Крестовоздвиженская, Николаевская, Преображенская, Богоявленская и ансамбль греческих храмов — Михайловская, Всехсвятская и Троицкая церкви. Кроме культовых сооружений в городе сохранилось немало памятников времён расцвета торговли: живописные дома с коваными дверями и ставнями, магазины с мезонинами и просторными торговыми залами, крытые массивные ларьки и павильоны на базарной площади; комплекс зданий Лицея князя Безбородко.
В городе есть краеведческий музей, картинная галерея, музей им. Н. В. Гоголя, единственный на Украине комплекс почтовой станции XVIII века (в одном из бывших флигелей размещён Музей конной почты Украины, музей древней и редкой книги, здание аптеки нежинского грека Михаила Лигда.
Графский парк, расположенный на территории Нежинского государственного университета имени Николая Гоголя, памятник садово-паркового искусства XVIII века (1964), насчитывает около 100 редких пород деревьев и кустарников.
Памятником архитектуры является здание первой городской электростанции, построенной по проекту архитектора Афанасия Сластиона в 1916 году. Сохранились примеры административных зданий: Купеческий дом (дом магистрата) (1785), Дом купеческого собрания (1899). Также статус памятника архитектуры имеют три школьных здания., Жилой дом на улице Кушакевичей.
В конце XIX века в городе проводил своё детство известный советский патофизиолог А. А. Богомолец. В настоящее время дом, в котором он проживал имеет статус памятника истории местного значения.

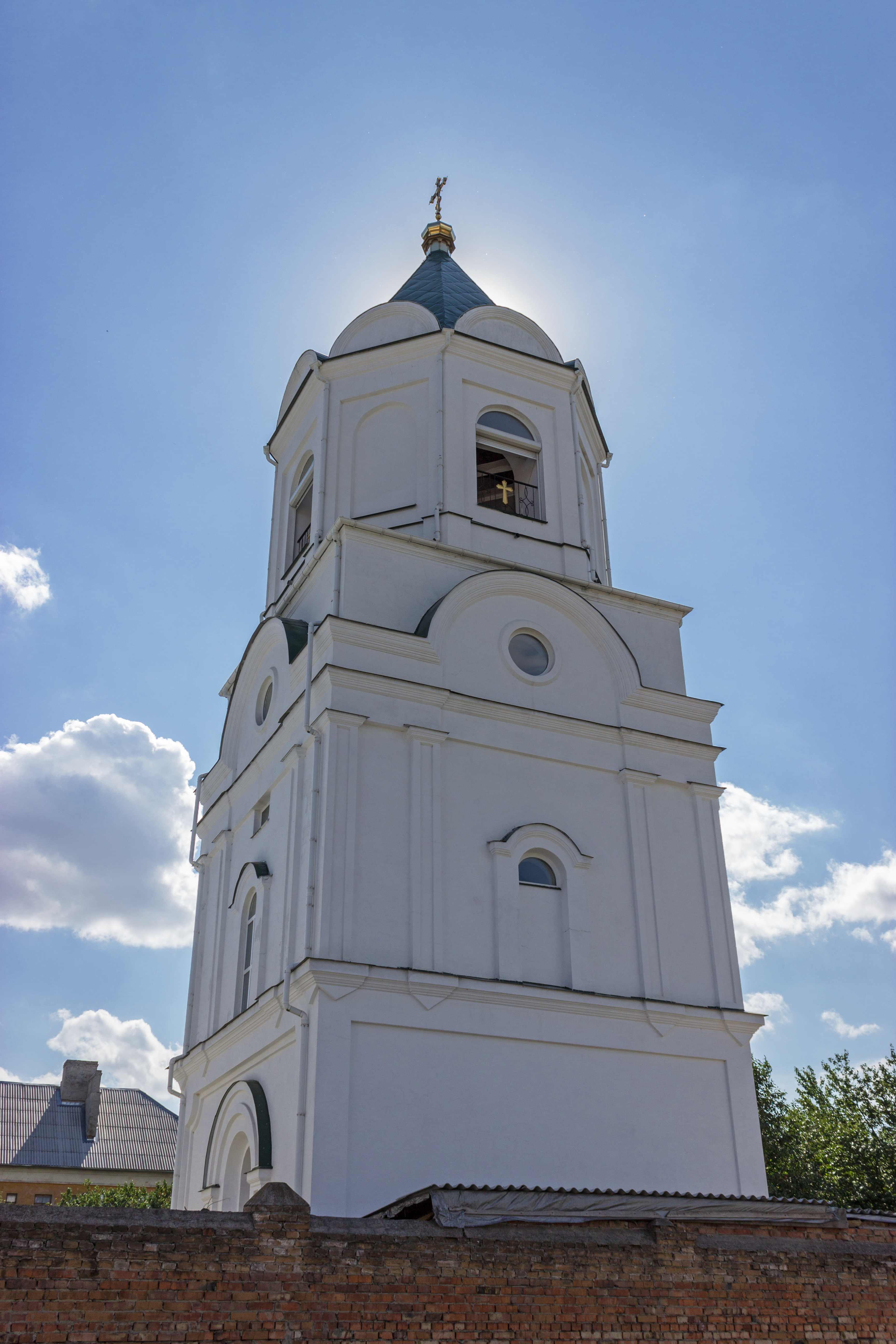
Звонница
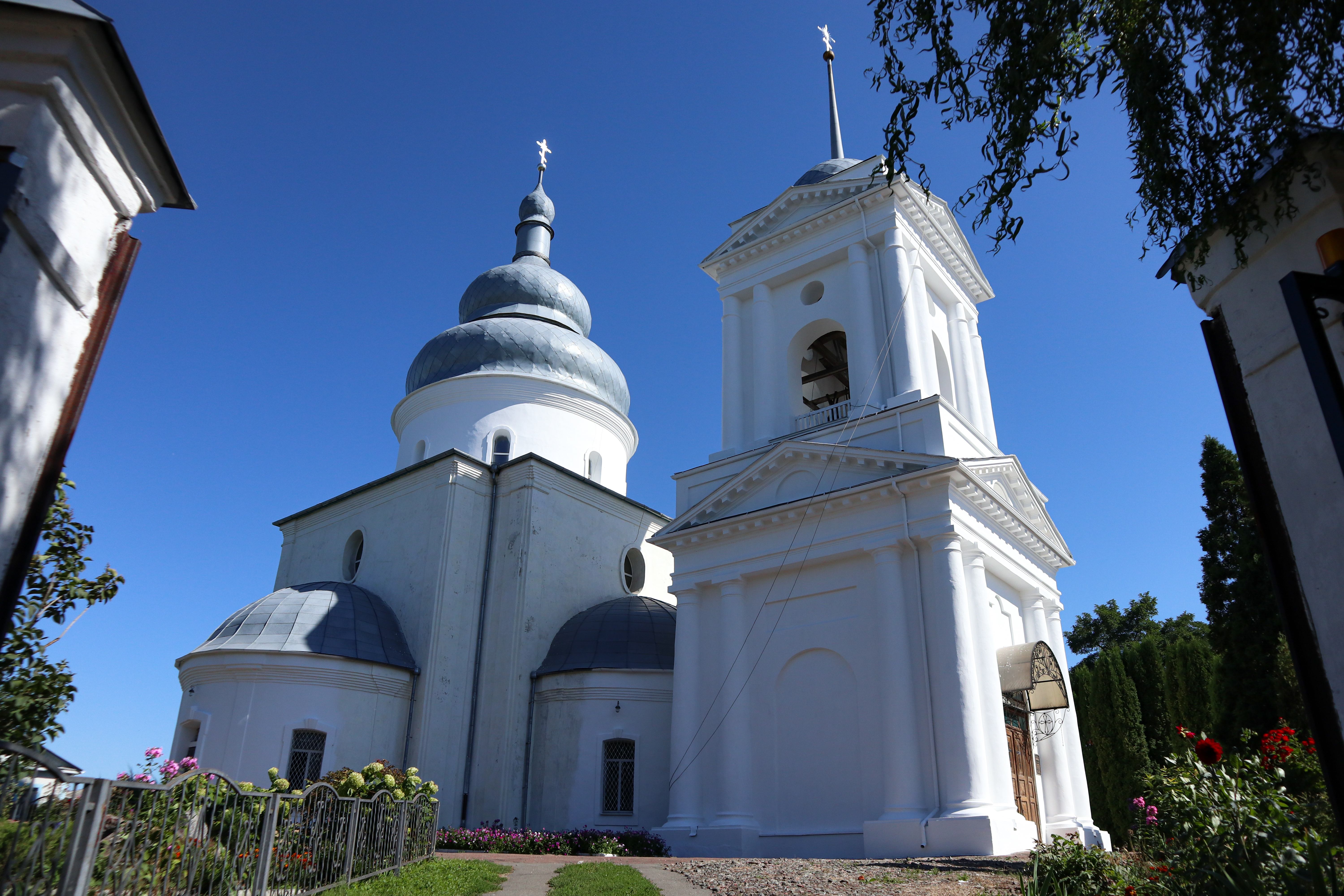
Покровская церковь
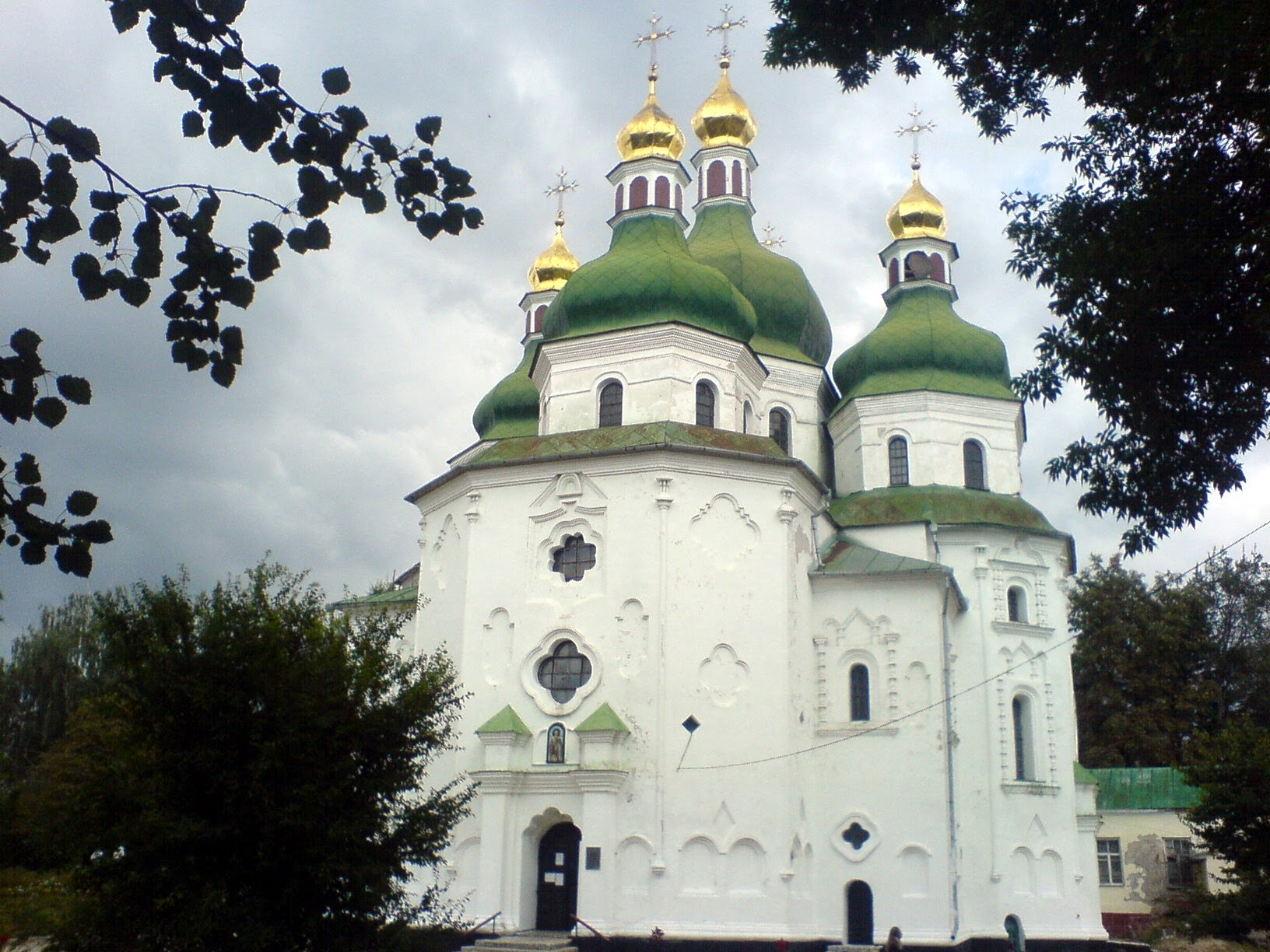
Николаевский собор
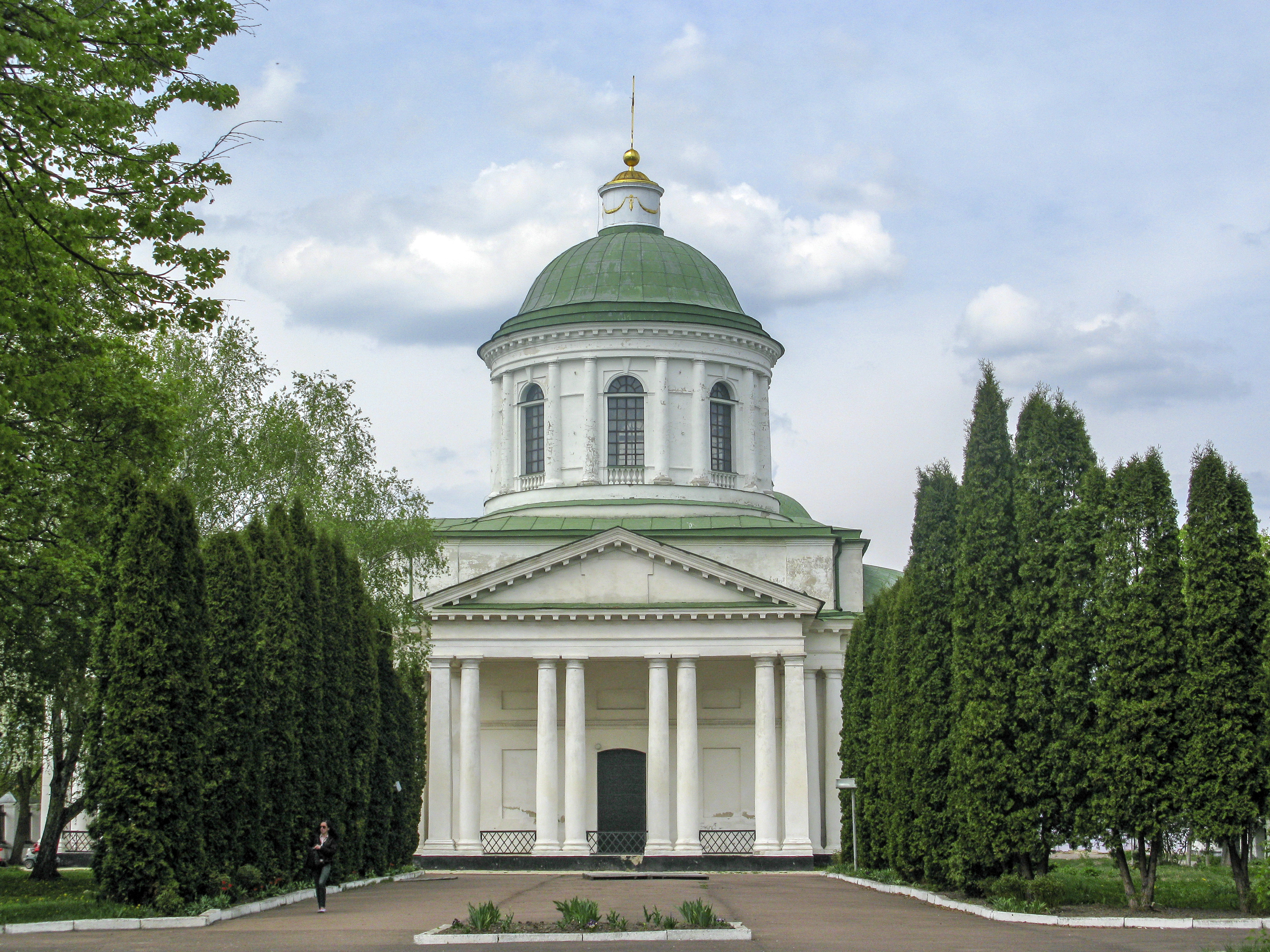
Всехсвятская церковь
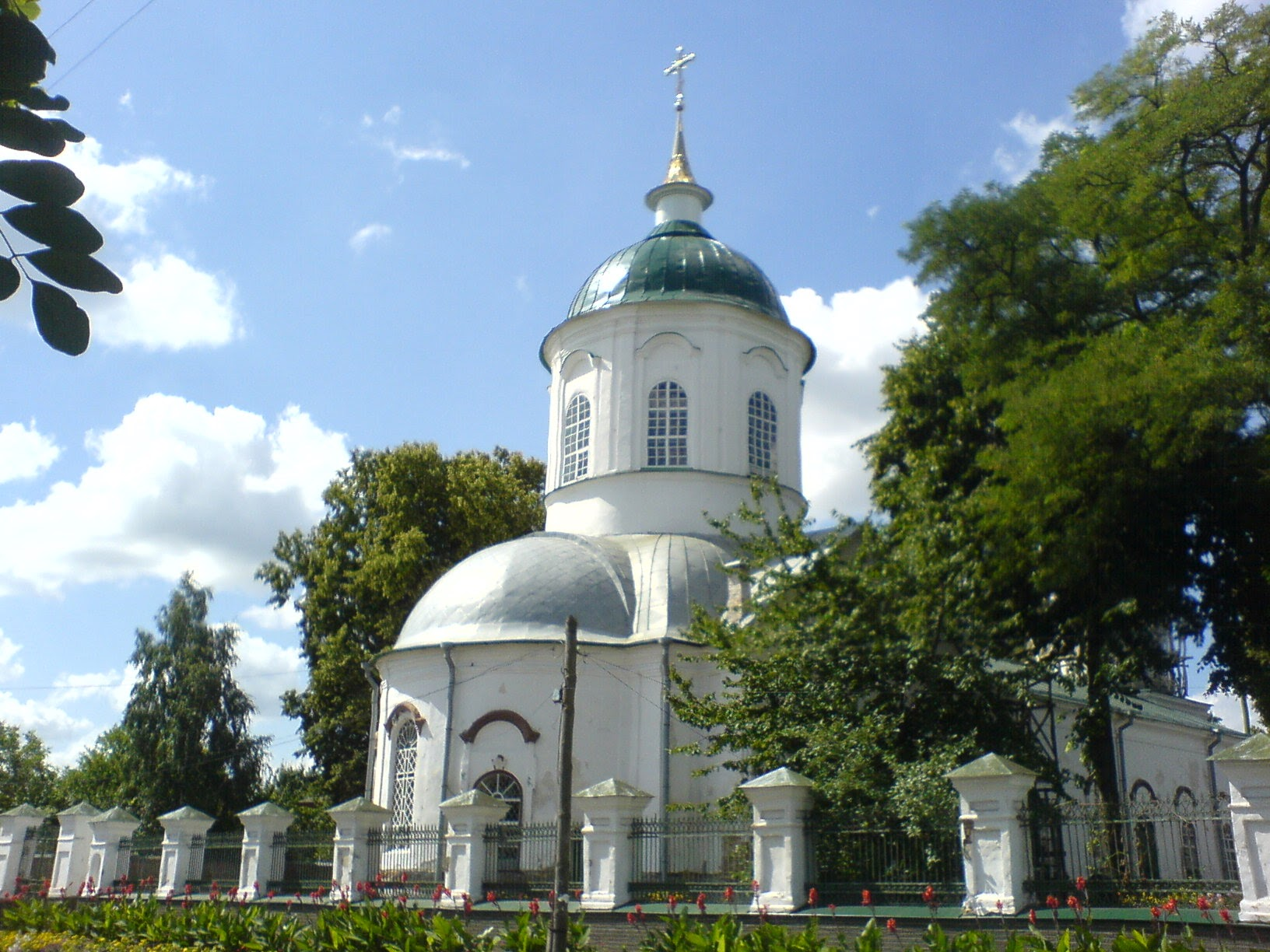
Пантелеимоно-Василиевская церковь
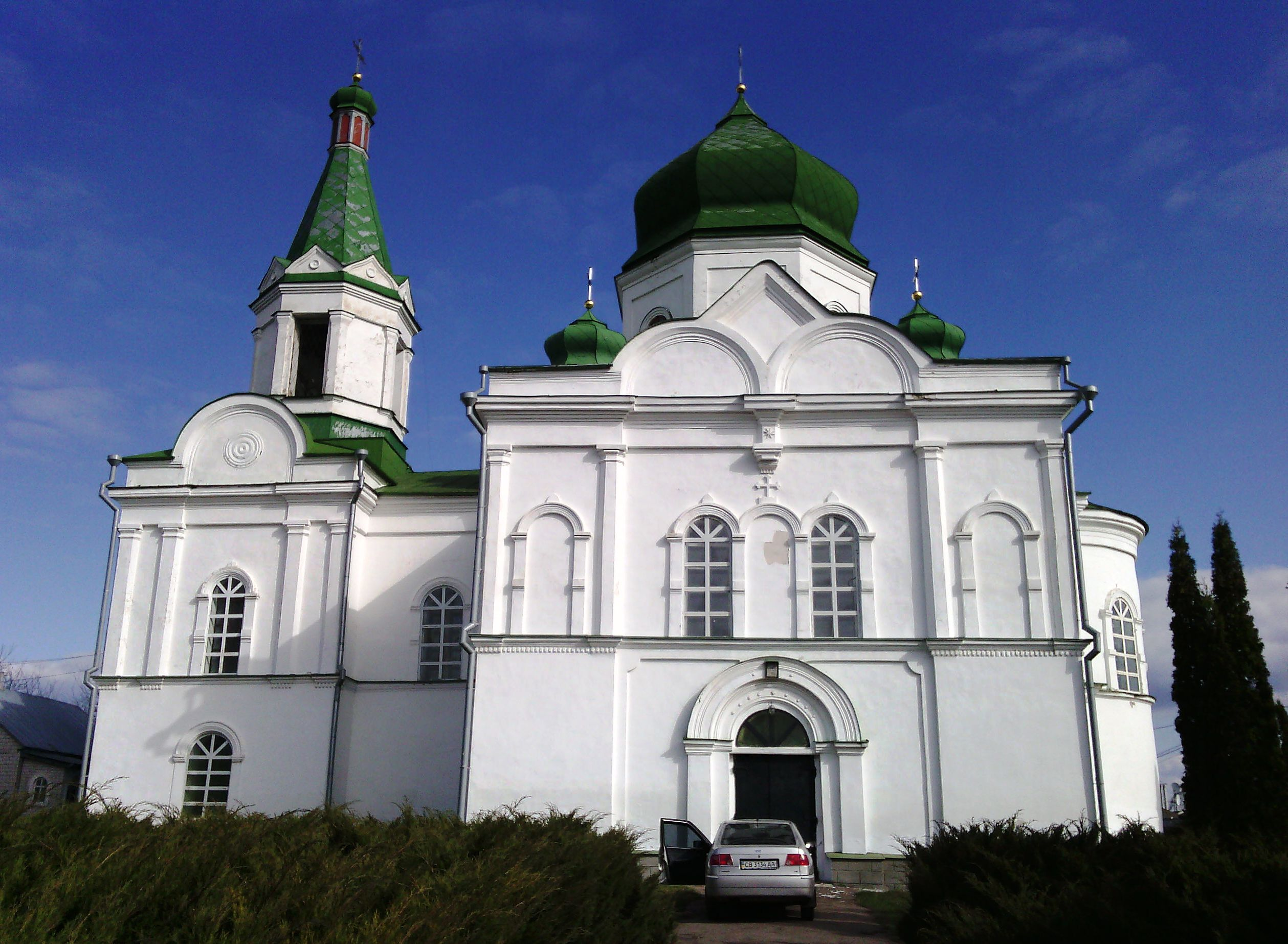
Вознесенская церковь
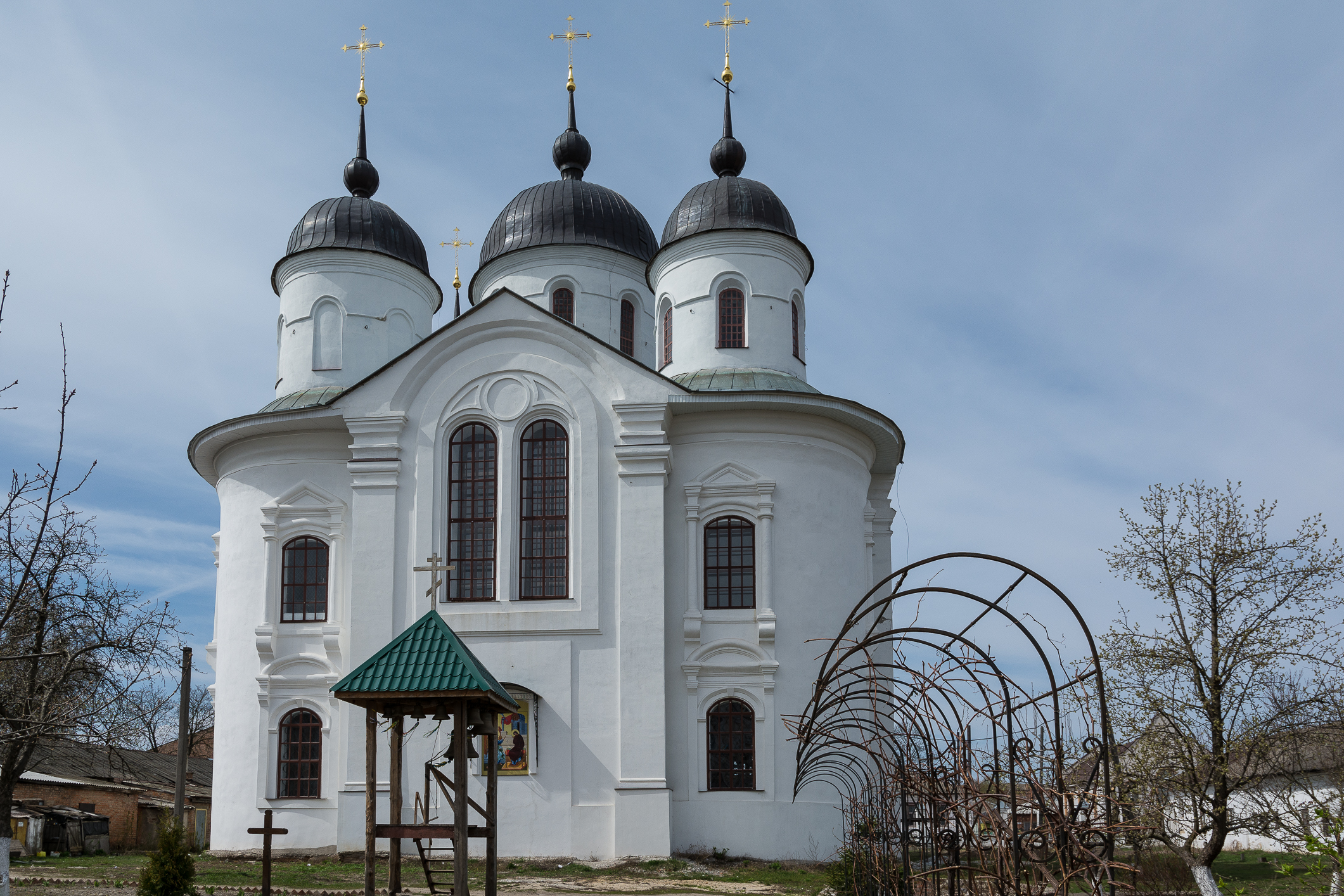
Благовещенский собор
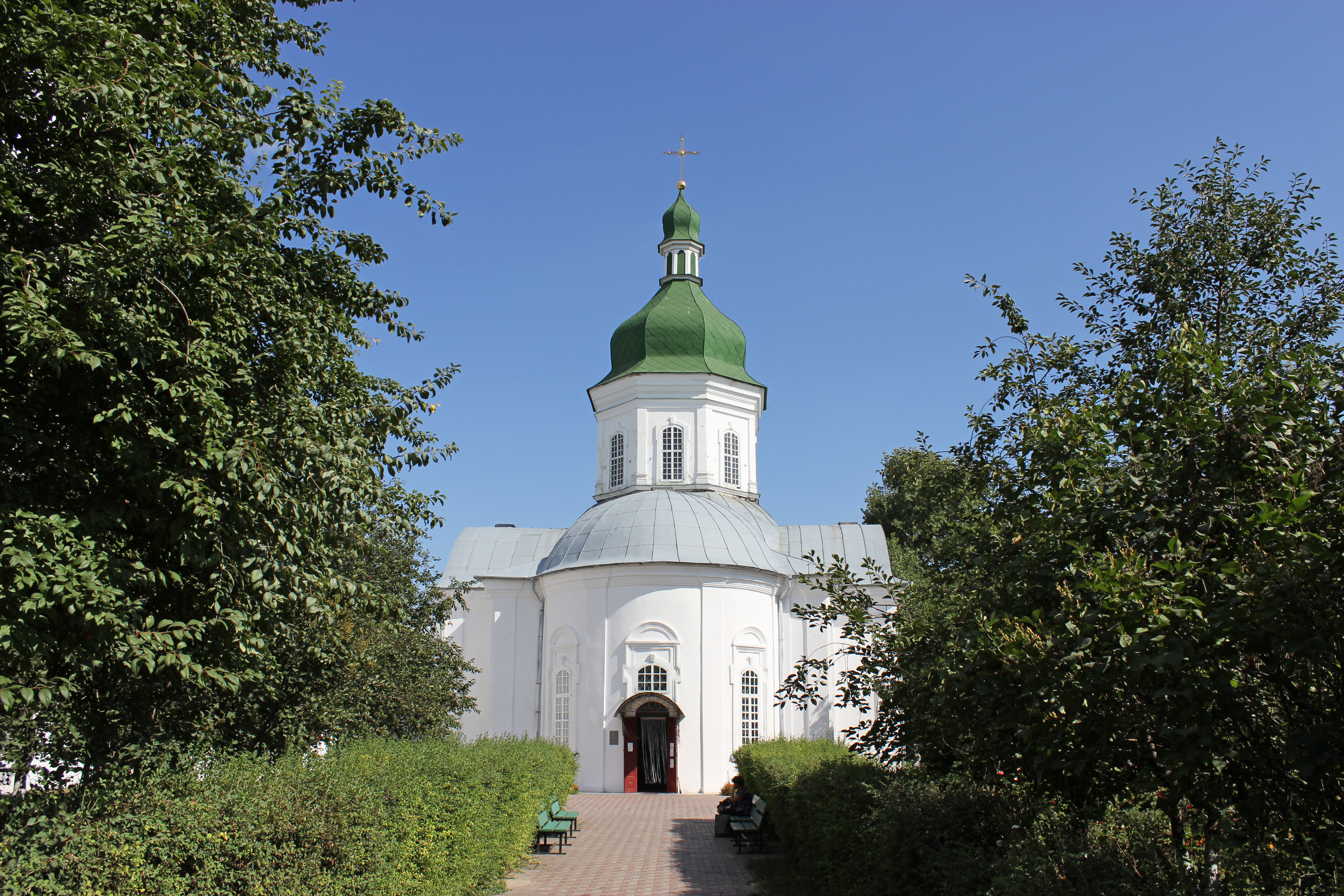
Введенский собор
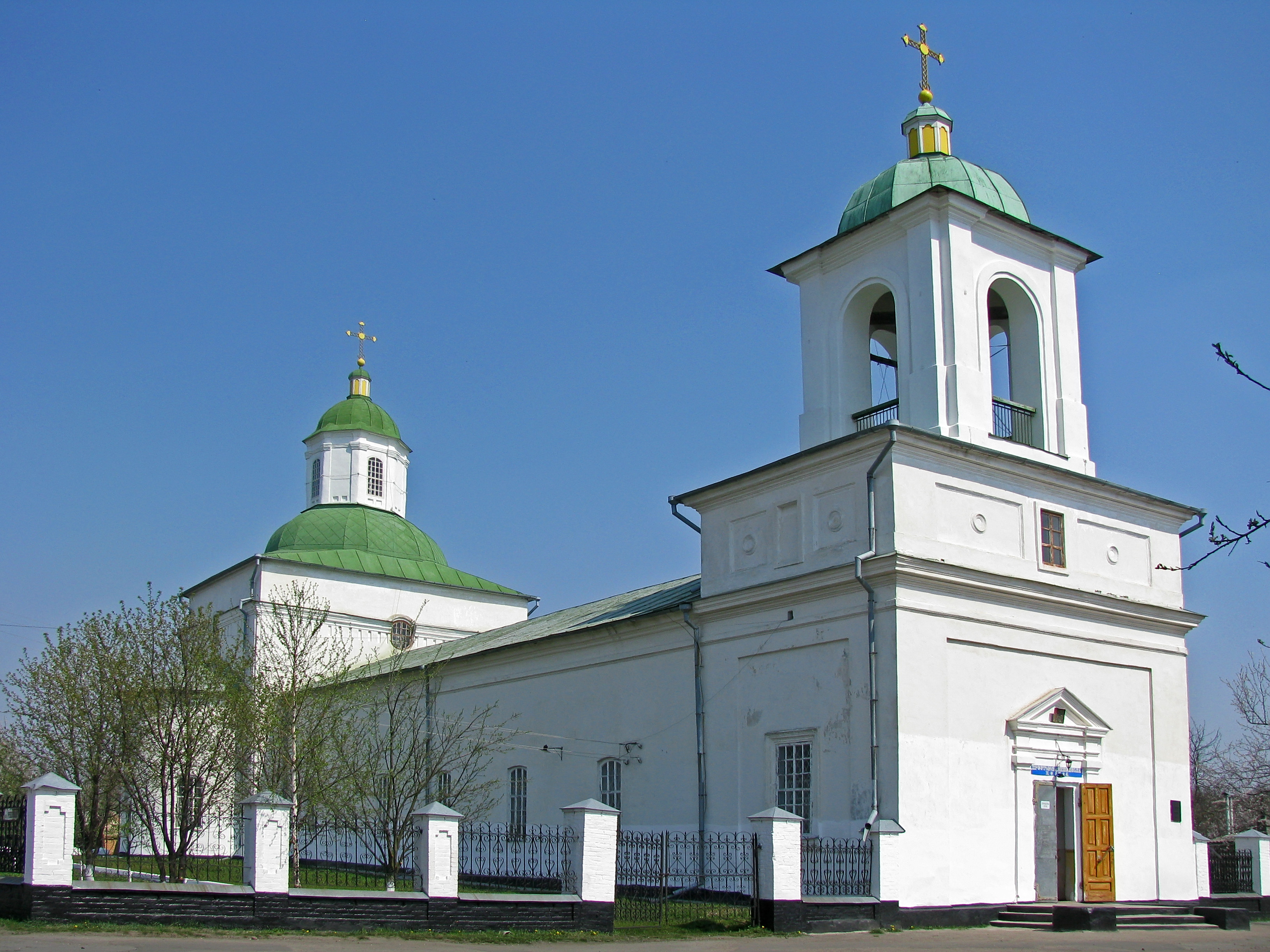
Крестовоздвиженская церковь
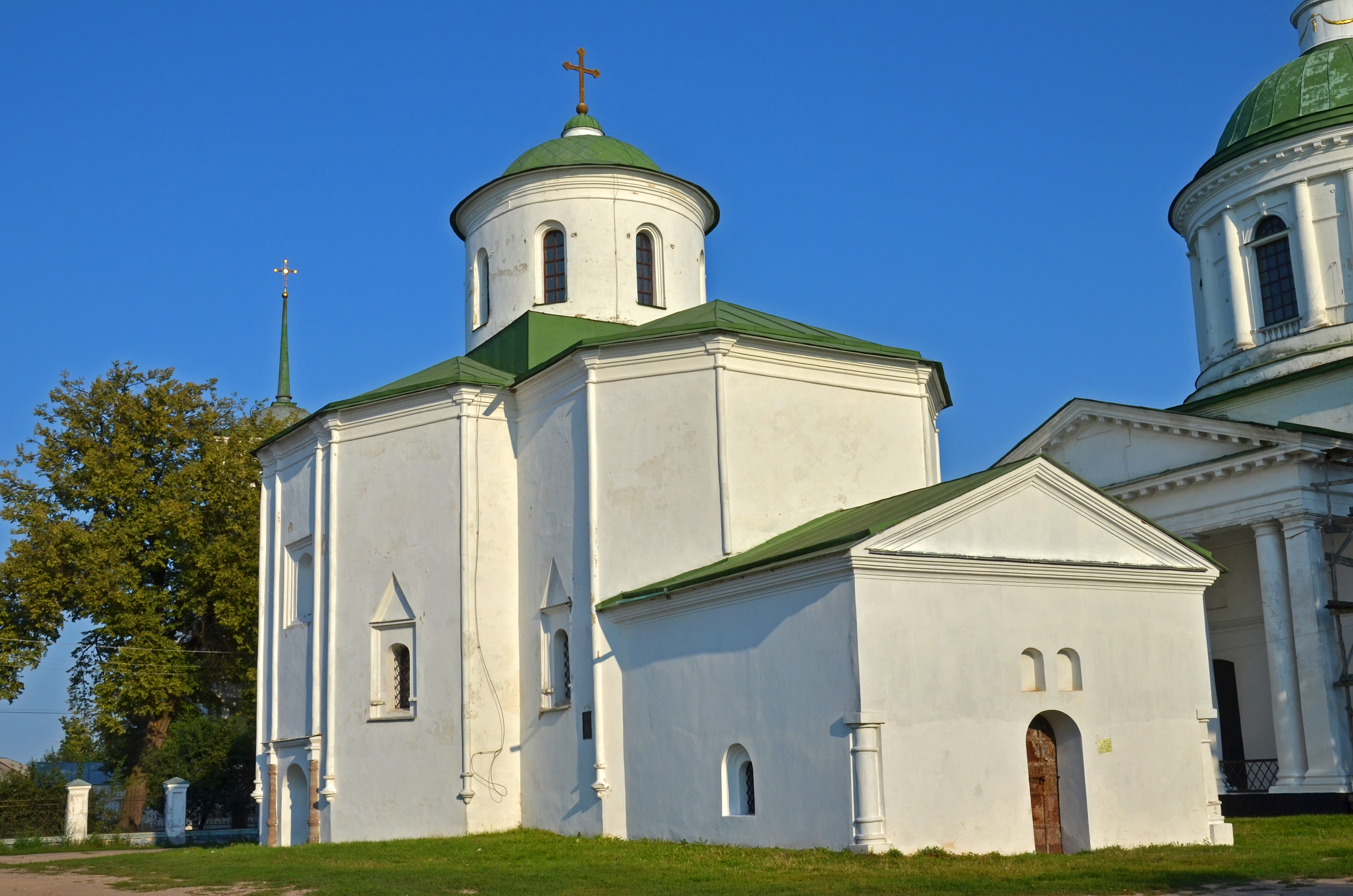
Михайловская церковь
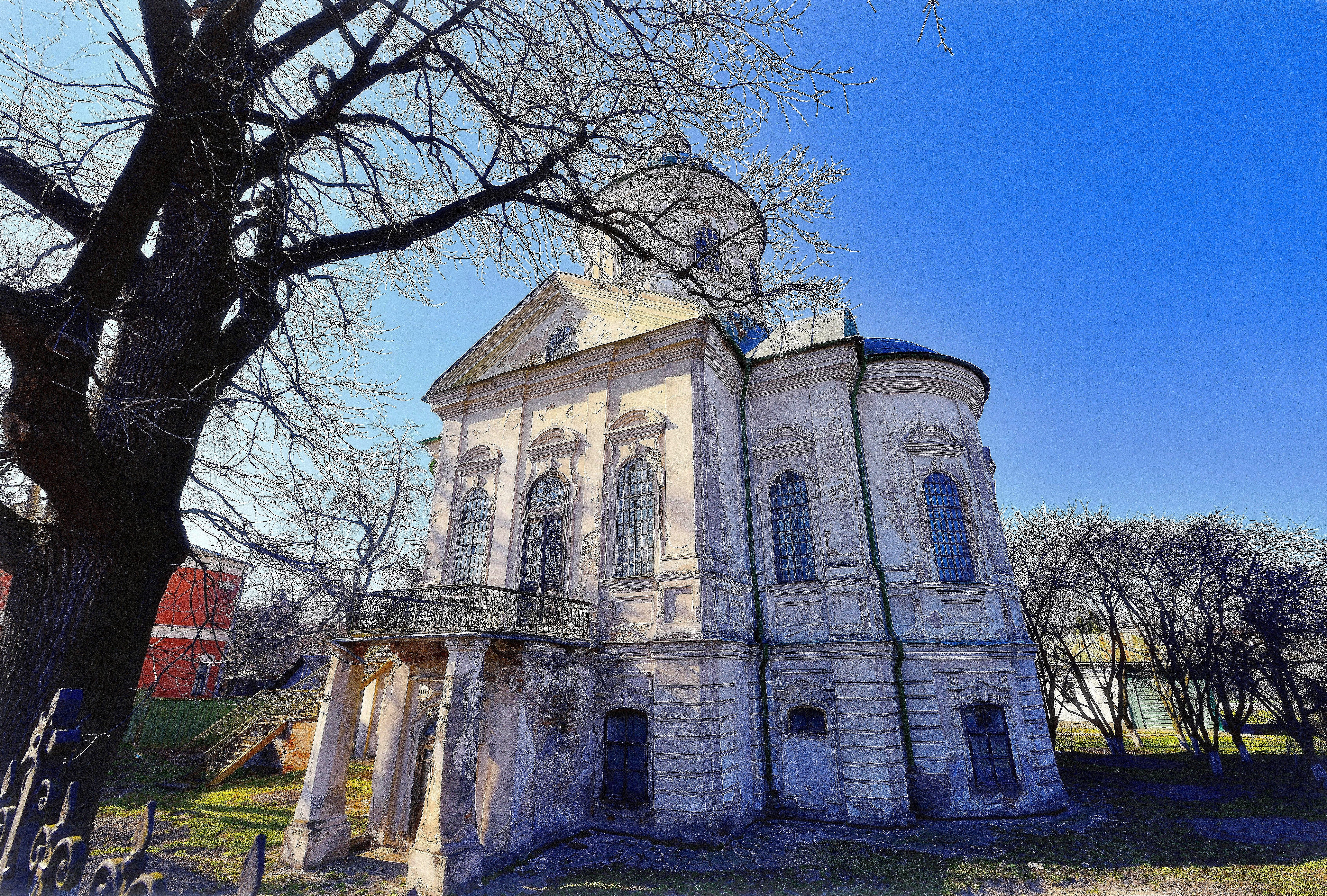
Церковь Иоанна Богослова

## Памятники

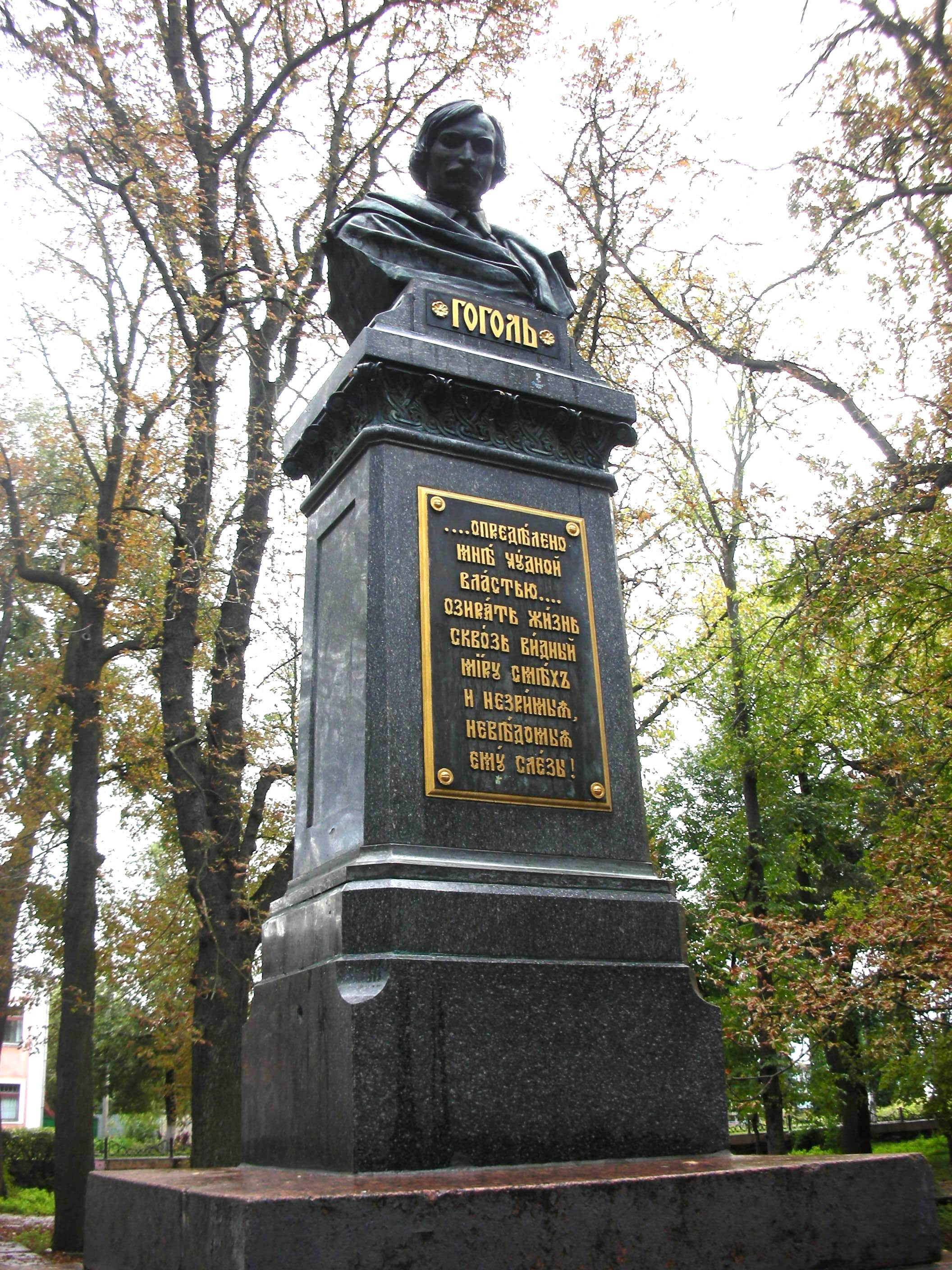
Бюст Н. В. Гоголя

Памятник М. Н. Бернесу

- Памятный знак жертвам Голодоморов и политических репрессий[37]
- Памятник Шевченко Т. Г.[38]
- Памятник нежинскому огурцу открыт в 2005 году[39]
- Памятник Николаю Гоголю (первый установленный памятник Гоголю)
- Памятник Бернесу М. Н. (ск. В. Чепелик, 2011)[40]
- Памятник Заньковецкой М. К.
- танк Т-70 (Т-70м) в честь майора Хайтовича И. Л.
- Памятный знак «Последняя дорога Кобзаря»
- Памятный знак в честь земляков воинов-интернационалистов
- Памятный знак «Колокола Чернобыля» / «Дзвони Чорнобиля»
- Учительнице — на территории университета
- Памятник-бюст Богдану Хмельницкому[41]
- Памятник-бюст Лисянскому Ю. Ф.[42]
- бюст Гоголю Н. В. на территории университета
- бюст Батюку Я. П. (скульптор — Г. П. Гутман)
- бюст военной летчице Губиной Л. М. (род. в 1916 году в Нежине), погибшей в 1943 году. Бюст установлен в 1975 году.
- бюст графу Безбородко И. А.

## Города-побратимы
- Свидница, Польша
- Олькуш, Польша
- Нежинка, Казахстан
- Дембица, Польша
- Янина, Греция
- Иматра, Финляндия[43]
- Стейт-Колледж, США[44]